# Соянский заказник
Со́янский заказник — государственный природный биологический заказник в Приморском и Мезенском районах Архангельской области.

## История
Соянский заказник был образован 13.10.1983 года, с целью сохранения озёрно-речной системы реки Сояна, воспроизводства и восстановления численности диких животных, редких и исчезающих видов растений, животных и других организмов, ценных в хозяйственном и научном отношении видов рыб, среды их обитания и поддержания общего экологического баланса охраняемой территории, в том числе при осуществлении использования территории заказника. На территории заказника ведутся работы по добыче алмазов. Общая площадь заказника — 315910 гектаров.

## Расположение
Заказник расположен в ста километрах от Архангельска, на границе Приморского и Мезенского районов, на территории Поморского и Кепинского участковых лесничеств Архангельского лесничества и Ручьевского, Соянского, Совпольского и Кулойского участковых лесничеств Мезенского лесничества. Площадь земель лесного фонда в границах заказника — 316 816 га. Лесные земли занимают 79,3 % общей площади заказника и, практически полностью представлены покрытыми лесом площадями. Нелесные земли занимают 20,7 %, основными из которых являются болота. Кроме Сояны на территории заказника выделяются реки: Отуга, Кепина, Падун, Ёрна, Большая Турья, Верхняя Кучема, Нижняя Кучема, Котуга, Ерюга и др.

## Основные объекты охраны
- выделы с наличием в них реликтовых и эндемичных растений, например, в составе которых имеется 30 % и более лиственницы: квартал 146 Ручьевского участкового лесничества ((лиственнично-еловый лес черничного типа) возраст лиственниц здесь достигает 250 лет, древостой 3 класса бонитета), квартала 6-12, 32-38, 57-63, 93-100, 131, 132, 134 Соянского участкового лесничества (6,6 тыс. га насаждений с преобладанием лиственницы) Мезенского участкового лесничества.
- участки лесов высокой природоохранной ценности третьего типа по критериям Лесного попечительского совета (FSC), в состав которых входят редкие и находящиеся под угрозой исчезновения экосистемы: сосняки лишайниковые, являющиеся кормовой базой для оленей (квартала 103—104, 146 Поморского участкового лесничества Архангельского лесничества), но в настоящее время сильно трансформированы хозяйственной деятельностью в связи с близостью горно-обогатительного комбината.
- участки малонарушенных лесных ландшафтов, как эталонов дикой природы, наименее трансформированные хозяйственной деятельностью человека в восточной части заказника ниже впадения Большой Турьи в Сояну.
- долина реки Сояны является наиболее ценным природным комплексом заказника благодаря разнообразию биотопов (заливные луга, пойменные леса, а также обнажения дочетвертичных пород, представленные мергелями, доломитами и известняками) и чистоте и богатству рыбой реки, обусловившей её привлекательность для скопы и орлана-белохвоста, внесенных в Красную книгу России.
- болота заказника представляют высокую ценность как места обитания диких животных, в том числе птиц, внесенных в Красную книгу России: орлана-белохвоста и беркута. На обширных аапа болотах, лишённых древесной растительности гнездится большое количество разных представителей ржанкообразных. Болота служат остановочными пунктами для большинства мигрирующих птиц, обеспечивая их кормом и безопасным отдыхом. Кроме того, болота играют важное значение в поддержании водного режима главной артерии заказника — реки Сояны.
- ключевые минеротрофные болота: в этих местообитаниях отмечены виды мхов, внесенные в перечень редких и исчезающих видов, внесенных в Красную книгу Архангельской области: тиммия баварская (Timmia bavarica), энкалипта полосатоплодная (Encalypta rhaptocarpa), сэлания сизоватая (Saelania glaucescens).
- геологические и геоморфологические объекты (см. 1.2.6.)

## Описание
Описание границ:
- Поморское участковое лесничество — кварталы 65—66, 87—88, 103—110, 122—134, 146—157 общей площадью 33 840 га;
- Кепинское участковое лесничество — кварталы 1—28, 30—39, 42—49, 62—68, 79—85, 95—107, 118—125, 130—140, 147—152 общей площадью 94 291 га;
- Ручьевское участковое лесничество — кварталы 214—219, 223—228, 231—233, 237—309, 312—324 общей площадью 102 365 га;
- Кулойское участковое лесничество — кварталы 198—205 общей площадью 7635 га;
- Соянское участковое лесничество — кварталы 1—12, 27—38, 53—64, 91—102, 128—139, 170—179 общей площадью 63 167 га;
- Совпольское участковое лесничество — кварталы 1—8, 44—51 общей площадью 14 612 га.